# Santa Fe (filme)
Santa Fe (bra: Santa Fé) é um filme norte-americano de 1951, dos gêneros ficção histórica e faroeste, dirigido por Irving Pichel e estrelado por Randolph Scott e Janis Carter.
Espécie de versão condensada de Union Pacific, Santa Fe foi o penúltimo filme dirigido por Irving Pichel.

## Sinopse
Após o fim da Guerra de Secessão, os irmãos Canfield -- Britt, Terry, Tom e Clint -- deixam o Sul em direção ao Oeste, onde pretendem começar vida nova. Britt aceita emprego na Ferrovia Santa Fé, um trabalho honesto, ainda que duro, porém pago com dinheiro Yankee. O fato o leva a romper com os irmãos, que preferem o outro lado da Lei. Mas o grande inimigo de Britt é Cole Sanders, o intocável jogador que desencaminhou seus parentes.

## Elenco
| Ator/Atriz       | Personagem        |
| ---------------- | ----------------- |
| Randolph Scott   | Britt Canfield    |
| Janis Carter     | Judith Chandler   |
| Jerome Courtland | Terry Canfield    |
| Peter Thompson   | Tom Canfield      |
| John Archer      | Clint Canfield    |
| Warner Anderson  | Dave Baxter       |
| Roy Roberts      | Cole Sanders      |
| Billy House      | Luke Plummer      |
| Olin Howland     | Dan Dugan         |
| Allene Roberts   | Ella Sue Canfield |
| Jock Mahoney     | Crake             |
| Harry Cording    | Moose Legrande    |
| Sven Hugo Borg   | 'Swede' Swanstrom |
| Frank Ferguson   | Bat Masterson     |
| Irving Pichel    | Harned            |